# السر المدفون (فلم)
فيلم لبناني مدة عزضه 90دقيقة وهي مستوحاه من قصة حقيقية

## قصة الفيلم
تدور احداث الفيلم حول قصة واقعية عن أم لبنانية قاومت الإحتلال وهزمته بصبرها على أذى عائلتها بسبب لغز استشهاد إبنها الذي أخفت سره طيلة 15 عاماً وتحمّلت عذابات ومعاناة أبنائها المعتقلين لدى الإسرائيليين.

## ابطال الفيلم
- علي كمال الدين
- يوسف حداد
- كارمن لبس
- باسم مغنية
- عمار شلق
- مهدي فخر الدين
- كميل متى
- علي كمال الدين
- شريف عيتاوي
- راشيل الحسيني
- فاتنة وهبي

## طاقم الفيلم
- رضا اسكندر. (التأليف)
- محمود غلامي. (التأليف)
- مرتضى شعباني.   (منتج)
- علي غفاري. (محرج)
- احمد يوسف. (مساعد مخرج)
- محمد نذر. (تصوير الكواليس)
- علي أبو ملحم. (مدير مواقع التصوير)
- داريوش صاليحان. (مكياج)
- محمد صادق كريميان. (مؤثرات بصرية)
- داوود رسوليان. (المؤثرات الميدانية)
- أيمن جابر. (مدير الديكور)
- علي الموسوي. (موسيقى)
- محسن روشن. (مهندس الصوت وميكس)
- يعقوب غفاري. (مونتاج)
- احمد جومان. (مدير إدارة الإنتاج)
- ميلاد طوق. (مدير التصوير والإضاءة)
- رضا اسكندر. (منتج منفذ.)
- ناصر اخضر. (مدير الإنتاج)

## وصلات خارجية
- مقالات تستعمل روابط فنية بلا صلة مع ويكي بيانات